# 塞维利亚科学中心

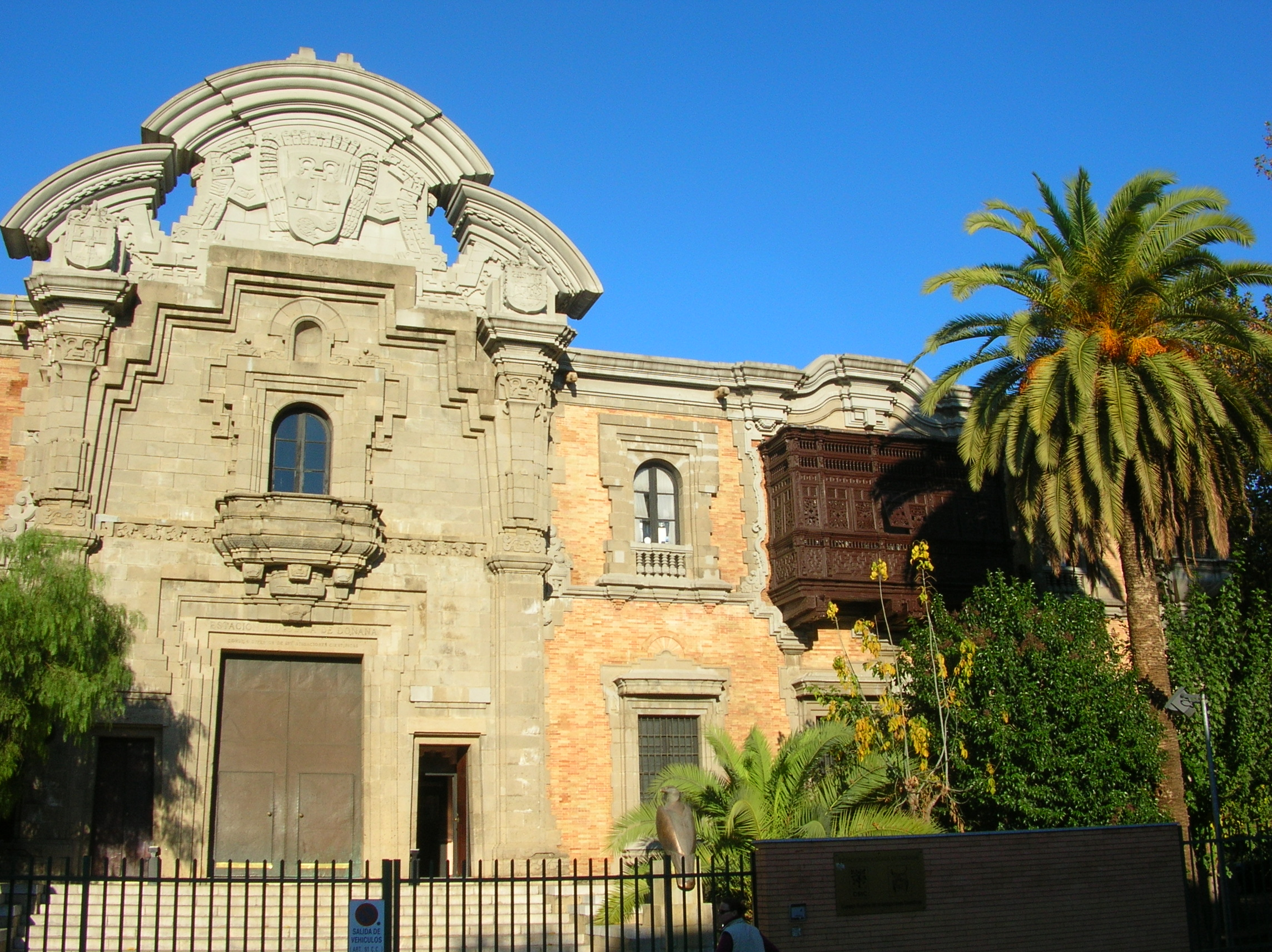
秘鲁馆

科学中心（Casa de la Ciencia）是西班牙塞维利亚的一个科普中心，设于玛丽亚路易莎公园内，为1929年伊比利亚-美洲博览会而建的秘鲁馆（Pabellón de Perú）。这是一座美丽的建筑。 
秘鲁驻塞维利亚总领事馆设于此。2008年，秘鲁驻西班牙大使同意，提供3000平方米的展览空间向公众开放，用于在安达卢西亚的科学普及。。